# San Antonio del Golfo
San Antonio del Golfo es una población venezolana, capital del Municipio de Mejía, en el Estado Sucre. Fue fundada el 5 de mayo de 1691 con el nombre de San Antonio de Padua de Guaipanacuar, el nombre actual viene de estar cerca del Golfo de Cariaco. Justo frente a la costa de este pueblo se ubica el punto más profundo del Golfo.
Está situado a 13 kilómetros de Marigüitar, 24 kilómetros de Cerezal, 30 kilómetros de Cariaco y 39 kilómetros de Cumaná.
Es centro pesquero y de acopio de la producción agrícola como maíz, caña de azúcar y coco. Su economía se basa principalmente en el comercio de pescado salado, huevas del mismo y turismo.